# Maria Giovanna Maglie
Maria Giovanna Maglie (Venezia, 3 agosto 1952 – Roma, 23 maggio 2023) è stata una saggista, opinionista e giornalista italiana.

## Biografia
Nata a Venezia, si trasferì a Roma nei primi anni cinquanta. Laureata in filosofia all'Università "La Sapienza" di Roma, dal 1979 al 1987 lavorò per l'Unità come inviata in America Latina occupandosi di politica internazionale.
Lasciata l'Unità per divergenze ideologiche con il Partito Comunista Italiano, nel 1989 fu assunta in Rai grazie all'aiuto che, per sua stessa ammissione, ebbe dal segretario del Partito Socialista Italiano Bettino Craxi.
Nel 1990, allo scoppio della prima guerra del Golfo, fu inviata in Medio Oriente per il TG2. Divenne poi corrispondente da New York fino al 1993. Negli anni novanta fu oggetto di imitazione da parte dell'attrice Francesca Reggiani nella trasmissione televisiva Avanzi.
Successivamente collaborò con il Giornale, Il Foglio, la Rai, Radio Radicale e Radio 24; scrisse inoltre alcuni libri, come la biografia di Oriana Fallaci, e alcuni saggi su argomenti di politica internazionale.
Nel 2011 realizzò per Rai Cinema il film-documentario Istanbul la sublime. Fu anche editorialista di Libero fino al 2014. In seguito partecipò, da opinionista, a trasmissioni televisive di politica e intrattenimento come L'isola dei famosi, La sposa perfetta, La vita in diretta, L'Arena e Stasera Italia.
Dal 2015 fu editorialista di politica statunitense per il sito Dagospia con la rubrica America fatta a Maglie. Sempre per Dagospia commentò la campagna elettorale del 2016 per la presidenza degli Stati Uniti d'America, che portò alla elezione del miliardario Donald J. Trump, di cui lei aveva previsto sin dall'inizio la vittoria e di cui era considerata una fervida ammiratrice avendo anche incentrato su di lui uno dei suoi saggi.
Sostenitrice del segretario federale della Lega Nord Matteo Salvini, dal 2016 non risultava più iscritta all'Ordine dei giornalisti per mancato pagamento delle quote annue di iscrizione.
Nel 2019 la direttrice di Rai 1 Teresa De Santis la propose per la conduzione di un programma di commento politico da mandare in onda dopo il TG1 delle 20 ma successivamente l'ipotesi venne scartata.
È morta il 23 maggio 2023 all'ospedale San Camillo-Forlanini di Roma all'età di 70 anni in seguito a complicazioni venose e dopo mesi di ricovero per gravi problemi cardiovascolari. La camera ardente è stata allestita nella sala della Protomoteca del Palazzo Senatorio in Campidoglio; il funerale è stato celebrato il 25 maggio nella basilica di Santa Maria in Montesanto in piazza del Popolo a Roma.

## Procedimenti giudiziari
Nel 1993 si dimise dalla Rai per uno scandalo riguardante presunti rimborsi spese gonfiati durante i suoi soggiorni all'estero. La vicenda processuale si concluse nel 1994 con l'archiviazione richiesta dal pubblico ministero per insussistenza del reato di truffa, poiché le note spese contestate, seppure cospicue, non contenevano fatture false. Il caso suscitò una lunga eco sui media, e sfociò anche in Senato con diverse interrogazioni parlamentari.

## Opere
- Presidente Clinton. L'America volta pagina, con Ennio Caretto, Venezia, Marsilio, 1992. ISBN 88-317-5768-7.
- Vendetta di Stato. La storia infinita della pena di morte negli Stati Uniti. I casi, le discussioni, le lotte per l'abolizione, Venezia, Marsilio, 1996. ISBN 88-317-6361-X.
- Oriana. Incontri e passioni di una grande italiana, Milano, Mondadori, 2002. ISBN 88-04-50962-7; 2006. ISBN 88-04-56478-4.
- Road Map: dalla speranza al fallimento, in aa. vv., Perché Israele. Appuntamento a Gerusalemme, Livorno, Belforte, 2003. ISBN 88-7467-010-9.
- @realDonaldTrump, prefazione di Roberto d'Agostino, Roma, Male, 2017. ISBN 978-88-94234-80-0.
- Puttane. Il mestiere più antico del mondo ai tempi di internet e del Covid, Milano, Piemme, 2020. ISBN 978-88-566-7622-8.
- I dannati del Covid. Terrorizzati, ignorati, abbandonati, impoveriti. Il mostro cinese in 12 storie, Milano, Piemme, 2021. ISBN 978-88-566-7973-1.
- Italiani dannati. Vaccino, green pass, diritti e libertà. Un Paese spaccato dal Covid, Milano, Piemme-Mondadori Libri, 2021. ISBN 978-88-554-4709-6.
- Addio Emanuela. La vera storia del caso Orlandi. Il sequestro, i depistaggi, la soluzione, Milano, Piemme, 2022. ISBN 978-88-566-8828-3.